# Vladimír Neuman
Vladimír Neuman (* 10. Februar 2000) ist ein tschechischer Fußballtorhüter.

## Karriere

### Verein
In der Jugend war Neuman von 2007 bis 2011 bei FK Baník Albrechtice, anschließend kurzzeitig bei Baník Ostrava sowie dann wieder bei Baník Albrechtice aktiv und ging 2015 zu MFK Karviná. Hier ging er zur Saison 2019/20 in die B-Mannschaft über. Bereits im März 2020 stand er erstmals für die erste Mannschaft in der Liga im Tor. Ab der Folgesaison gehörte er fest zum Kader der ersten Mannschaft, konnte sich jedoch auch aufgrund von Verletzungen zunächst nicht als Stammtorhüter etablieren. Erst mit dem Abstieg seiner Mannschaft in die zweite Liga konnte er in der Spielzeit 2022/23 eine Zeit lang diese Position bekleiden. Seit Januar 2024 ist er an den slowakischen Zweitligisten FK Spišská Nová Ves verliehen.

### Nationalmannschaft
Für die tschechische U21 wurde er in den Kader bei der Europameisterschaft 2023 nominiert, kam jedoch bei dem Turnier sowie auch im Anschluss nicht zu Einsätzen. 